# Фигуры Лихтенберга
Фигуры Лихтенберга (иногда называются «лихтенберговы фигуры») — картины распределения искровых каналов, образующиеся на поверхности твёрдого диэлектрика при скользящем искровом разряде. Впервые наблюдались немецким учёным Г. К. Лихтенбергом в 1777 году.
В искровых каналах сильного разряда возникают высокие давления и температуры, которые деформируют поверхность диэлектрика, запечатлевая на ней фигуры Лихтенберга. В слабых разрядах фигуры Лихтенберга соответствуют избирательной поляризации диэлектрика, и их можно сделать видимыми, посыпая поверхность диэлектрика специальным порошком либо проявляя фотопластинку, подложенную во время разряда под слой диэлектрика.
Фигуры Лихтенберга вблизи анода и катода резко различаются по внешнему виду, поэтому по ним можно установить, от какого из этих электродов развивались искровые каналы (т. н. полярность искрового разряда). В частности, фигуры Лихтенберга могут использоваться для определения полярности и силы разряда молнии.
Фигура Лихтенберга использована в оформлении обложки альбома Still Life британской прогрессив-рок-группы Van der Graaf Generator[значимость факта?].